# Lützelburg (Kempten)

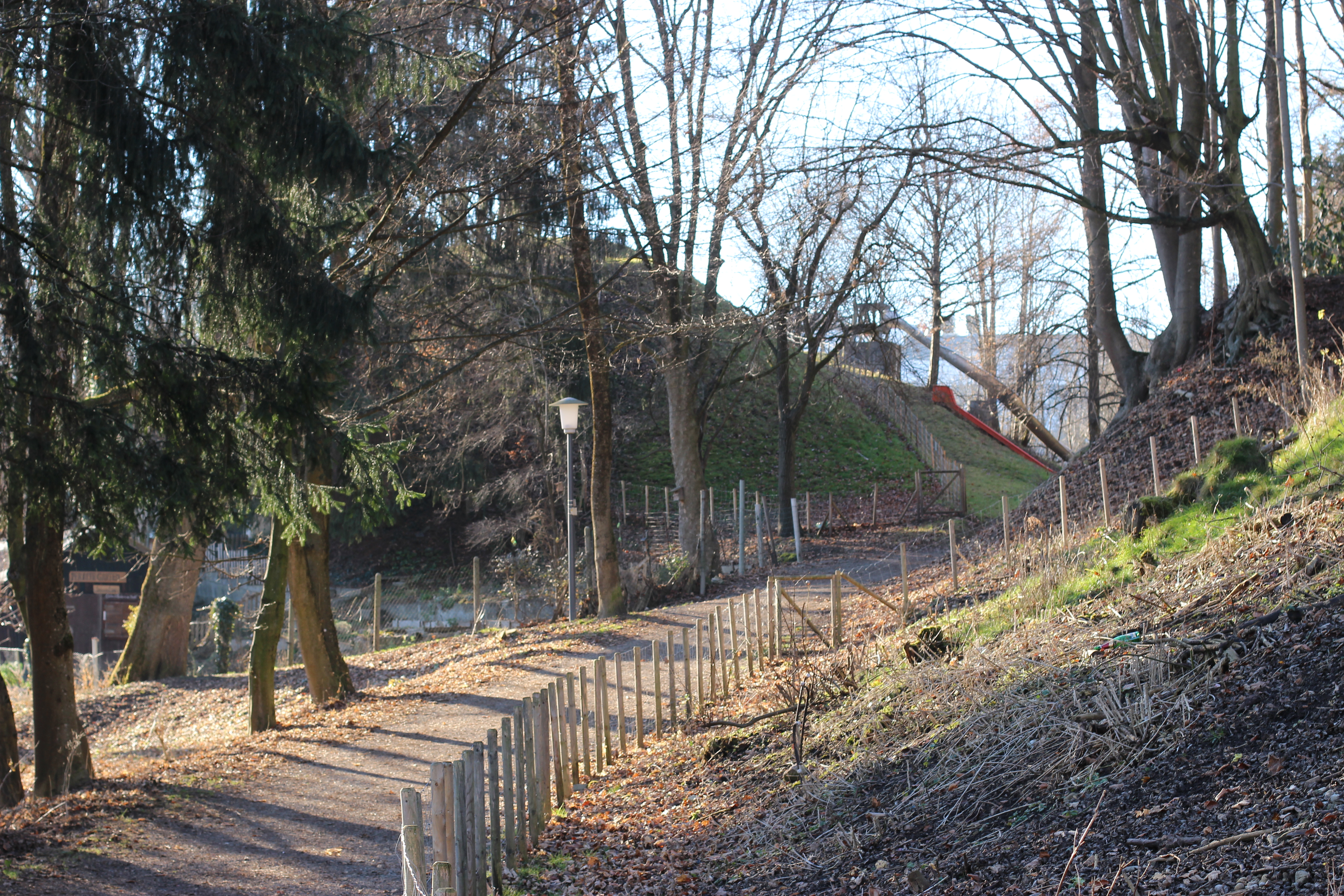
Lützelburgweg Blickrichtung Westen
Links der Hügel der Lützelburg
rechts der Südhang der Burghalde

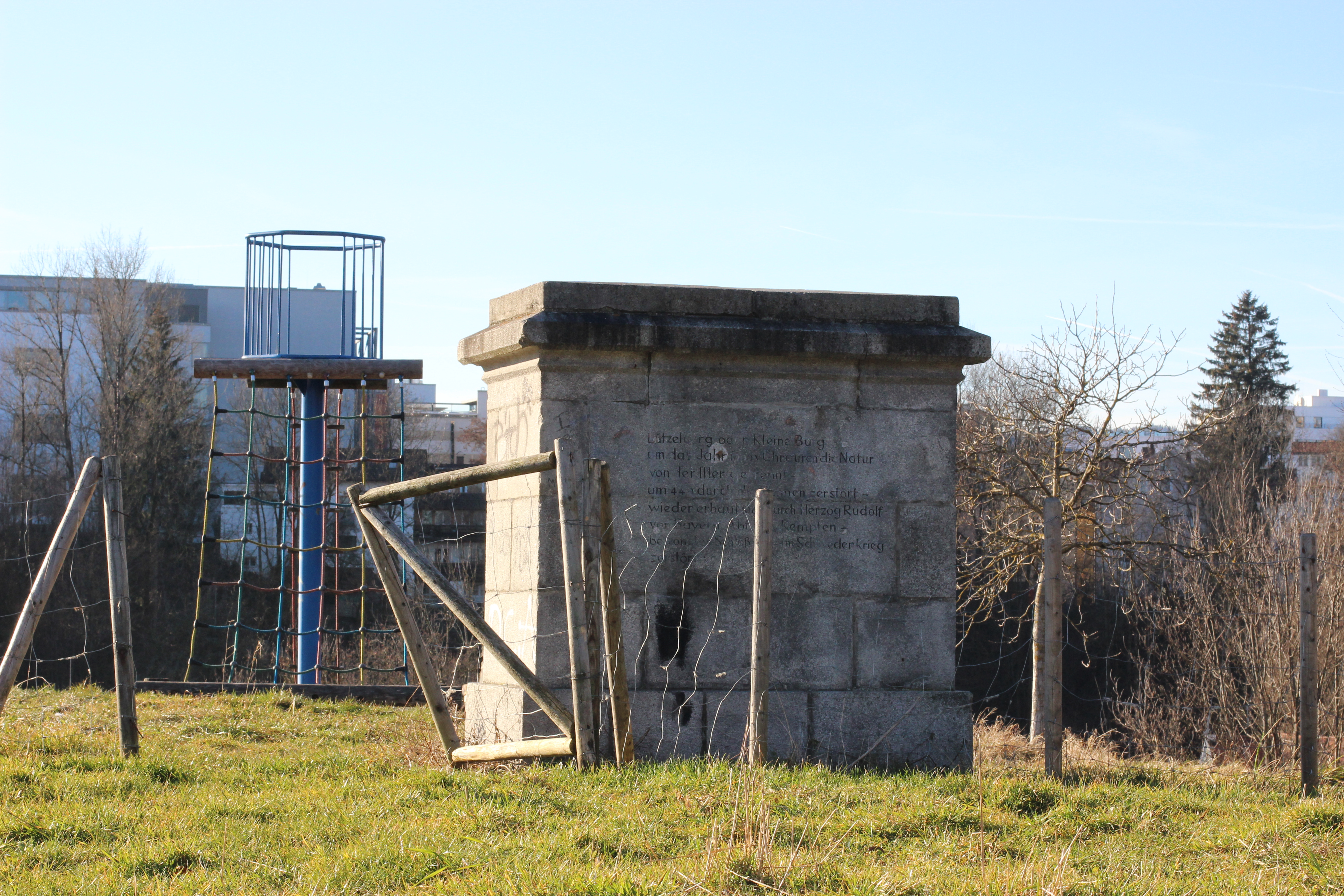
Der 1939 errichtete Gedenkstein
auf dem Hügel der Lützelburg

Die Lützelburg (Mittelhochdeutsch lützel, lützelig ‚klein‘, ‚wenig‘; also Wortbedeutung Kleine Burg) ist ein Burgstall und damit auch ein Bodendenkmal in Kempten (Allgäu). Genaue Daten zur Entstehung und Besitzerschaft sind nicht bekannt. Johann Baptist Haggenmüller verweist in seinem 1840 erschienenen Geschichtsbuch Geschichte der Stadt und der gefürsteten Grafschaft Kempten auf eine hölzerne Brücke zwischen der nur wenige Meter weiter nördlich befindlichen Burghalde („Hilarmont“) und der Lützelburg im 11. Jahrhundert. Richtige Belege sind hierfür nicht bekannt. Nach Joseph Meirhofer (1854) waren die Burgen durch einen „Gang“ verbunden.
In einer der ältesten Gesamtansichten auf die Stadt, einem Holzschnitt von Hanß Abelin und Hanß Rogel aus dem Jahr 1569, besteht auf dem Hügel noch eine Burg. Auf einer Abbildung von 1673, die Matthäus Merian zeichnete, ist die Lützelburg als Ruine abgebildet.
1920 wurde östlich unterhalb des Hügels eine Kleingartenanlage angelegt (Gartenanlage Lützelburg). Während des Zweiten Weltkriegs befand sich in dem Hügel ein Schutzbunker.
An die untergegangene Burg erinnert der 1939 errichtete Gedenkstein, den Otto Merkt initiierte, mit folgender Inschrift, deren Inhalt aber nicht belegt ist:
Lützelburg oder Kleine Burg

um das Jahr 1000 v. Chr. durch die Natur

von der Iller getrennt

um 440 durch die Hunnen zerstört

wieder erbaut 1063 durch Herzog Rudolf

von Bayern Abt von Kempten

bewohntes Schloß 1359 – im Schwedenkrieg

zerstört.

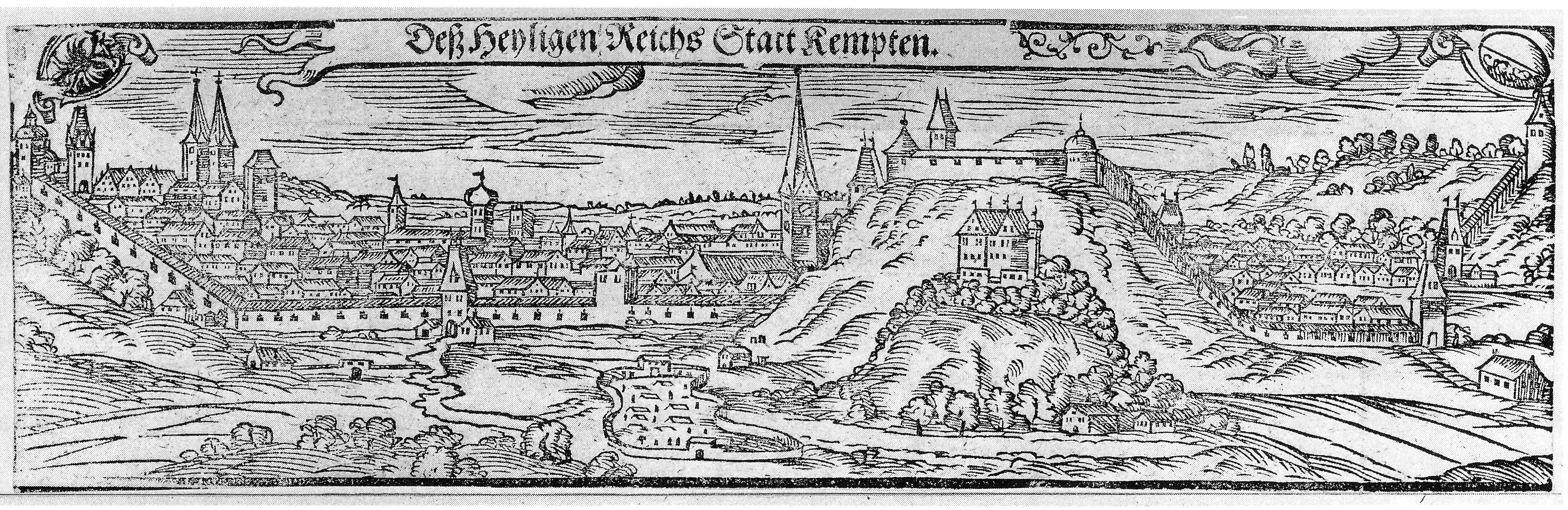
Die Burghalde in der rechten Bildhälfte hinter der kleineren Lützelburg, anonymer Holzschnitt von 1567, von Süden aus gesehen
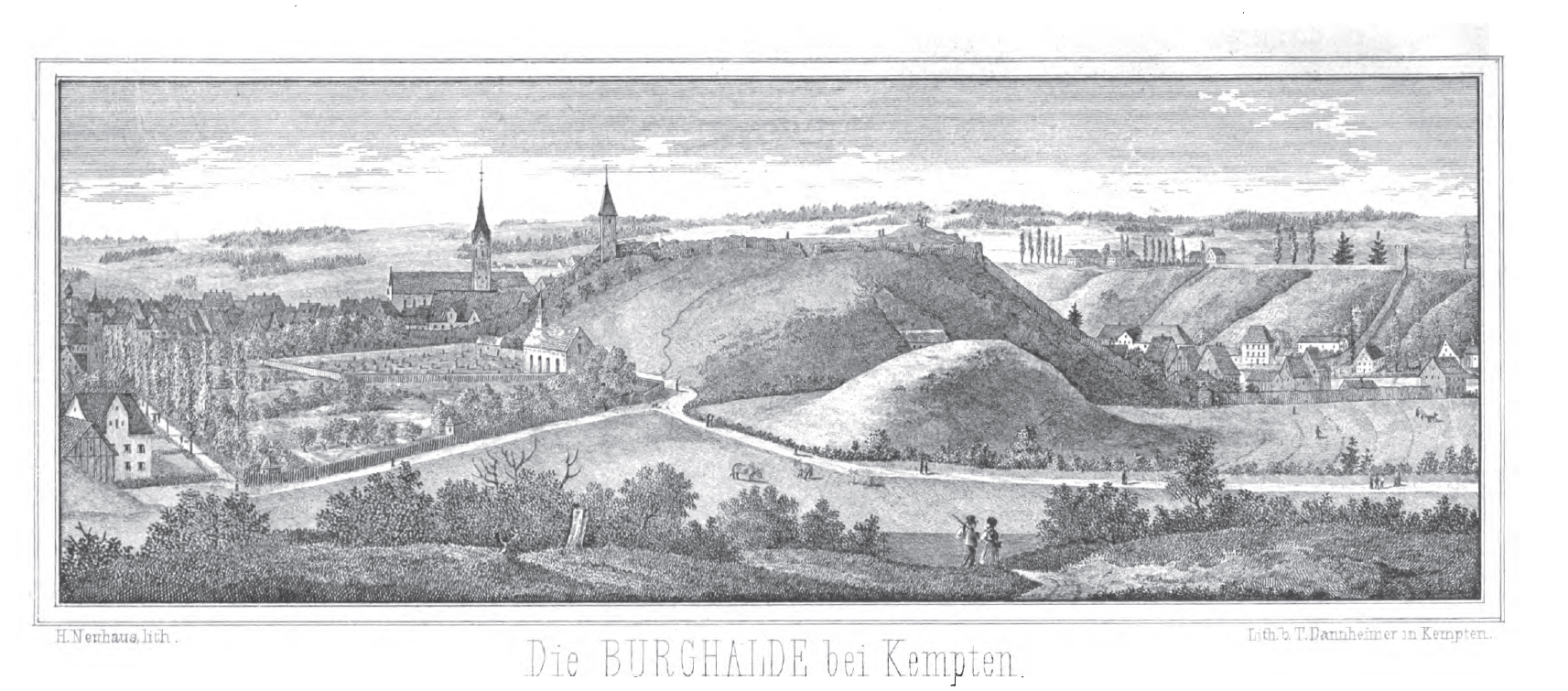
Die Burghalde 1853, mit dem vorgelagerten Hügel der Lützelburg (ohne Burg)
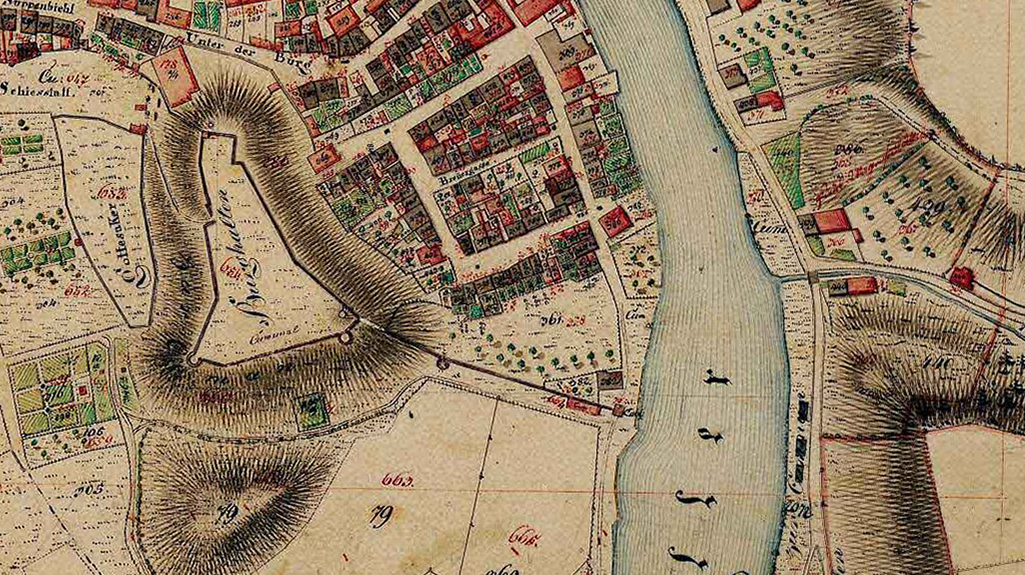
Flurkarte von 1823 mit Burghalde und südlich davon Lützelburg auf der linken (westlichen) Hälfte der Karte